# Щёголев, Василий Васильевич
Василий Васильевич Щёголев (1900 – 1952) — советский военный деятель, полковник интендантской службы, лауреат Сталинской премии второй степени.

## Биография
Родился в 1900 году в Балабанове,.
В РККА с 1921 года.
Член ВКП(б).
Занимал ряд интендантских и командных должностей в РККА.
Принимал участие в Великой Отечественной войне в качестве заместителя начальника управления Наркомата внешней торговли СССР.
После Великой Отечественной войны в звании полковника продолжил службу в Советской Армии и занимался интендантской деятельностью в её рядах.
Умер в Москве в 1952 году.

## Награды и премии
- орден Ленина (30 апреля 1945)
- орден Красного Знамени (21 февраля 1945)
- орден Отечественной войны I степени (8 сентября 1945)
- орден Красной Звезды (24 апреля 1942)
- Сталинская премия II степени (10 апреля 1942) — за изобретение и внедрение в промышленность заменителей кожи